# Auslagenvorschuss
Der Auslagenvorschuss bezeichnet im Zivilprozessrecht den Vorschuss einer Geldleistung an die Staatskasse durch den Beweisführer (Kläger oder Beklagter), um eventuelle Auslagen eines Dritten (Sachverständiger, Zeuge, oder andere) abzusichern. Die Höhe des Vorschusses wird vom Gericht bestimmt.